# Нобухиро Такеда
Нобухиро Такеда (јап. 武田 修宏; 10. мај 1967) бивши је јапански фудбалер.

## Каријера
Током каријере је играо за Токио Верди, Џубило Ивата, Кјото Санга и ЈЕФ Јунајтед Ичихара.

## Репрезентација
За репрезентацију Јапана дебитовао је 1987. године. За тај тим је одиграо 18 утакмица и постигао 1 гол.

## Статистика
| Јапан  | Јапан   | Јапан  |
| Година | Наступи | Голови |
| ------ | ------- | ------ |
| 1987.  | 4       | 1      |
| 1988.  | 0       | 0      |
| 1989.  | 0       | 0      |
| 1990.  | 4       | 0      |
| 1991.  | 2       | 0      |
| 1992.  | 2       | 0      |
| 1993.  | 4       | 0      |
| 1994.  | 2       | 0      |
| Укупно | 18      | 1      |